# Kirkebyggeri og ordination
Kirkebyggeri og ordination er en dansk udviklingsbistandsfilm fra 1948.

## Handling
Mission Afrika (tidligere Sudanmissionen), missionsfilm fra Nigeria:
En palme bliver fældet. Træet er meget hårdt og angribes ikke af termitter. Palmens botaniske navn er borassus flabelliformis. Efter at være blevet flådet op ad Benuefloden til Numan bliver palmestammerne rullet op på land, og derefter kørt op til missionsstationen. Der lægges grund til den nye kirke i Numan by. Leret bliver æltet og iblandet hakkelse. De store soltørrede mursten nedlægges. Den gamle rundkirke ses baggrunden. Mændene bærer sten til kirken og kvinderne bærer sand. Alle er med, også børnene. Eleverne fra træning-instituttet gør deres indsats. Den gamle kirke bliver revet ned. Tagkonstruktionen bygges af palmestammer og planker.
Den første ordination i Sudanmissionens historie fandt sted 22. februar 1948 i den ikke helt færdige kirke. Fem mænd fra forskellige folkestammer blev præsteviet. Man ser præsteprocessionen på vej til kirken. Missionær Ernst I. Engskov var ordinator. Forskellige missionærer assisterede. Kun danske præster tog del i håndspålæggelsen. De nyordinerede afrikanske præster sammen med missionærer efter præstevielsen. Præsterne Ezra og Ahnuhu. Grupper af missionærer og medarbejdere.